# Dennis Stevens
Dennis Stevens (Dudley, 30 novembre 1933 – 20 dicembre 2012) è stato un calciatore britannico, di ruolo centrocampista.

## Carriera
Ha militato nella Football League per i Bolton Wanderers, l'Everton, l'Oldham Athletic ed i Tranmere Rovers.
Stevens inizia la sua carriera nei Bolton Wanderers vincendo la FA Cup nel 1958. Passa all'Everton nel 1962 appena prima che Bobby Collins si trasferisca al Leeds United. Diventa subito una pedina essenziale nel centrocampo dell'Everton, dove è sempre presente nella Lega per due stagioni vince anche una medaglia nella League Championship del 1963. Dopo aver lasciato l'Everton, milita per l'Oldham Athletic e i Tranmere Rovers.
Stevens era cugino del giocatore del Manchester United e della nazionale inglese Duncan Edwards che perì nel Disastro aereo di Monaco di Baviera; ironicamente, Stevens giocò contro di lui all'Old Trafford il 18 gennaio 1958, quando la sua squadra fu sconfitta per 7-2 dallo United, meno di 3 settimane prima del disastro aereo.
Muore il 20 dicembre 2012 dopo una lunga malattia.

## Palmarès

### Club

#### Competizioni nazionali
- Coppa d'Inghilterra: 1

Bolton: 1957-1958
- Community Shield: 2

Bolton: 1958
Everton: 1963